# Зонншид
Зонншид (нім. Sonnschied) — громада в Німеччині, розташована в землі Рейнланд-Пфальц. Входить до складу району Біркенфельд. Складова частина об'єднання громад Геррштайн.
Площа — 3,85 км2. Населення становить 98 ос. (станом на 31 грудня 2020).